# Majdan (przystanek kolejowy)
Majdan – przystanek kolejowy (dawniej mijanka i przystanek) w Strzeszkowicach Dużych w powiecie lubelskim, w Polsce. Mijankę zlikwidowano w latach 90. Budynek stacyjny i nastawnie zostały zrównane z ziemią.

## Ruch pasażerski
| Rok  | Wymiana pasażerska na dobę |
| ---- | -------------------------- |
| 2017 | 0-9                        |
| 2022 | 0-9                        |

Podczas remontu i elektryfikacji linii kolejowej nr 68 na odcinku Lublin – Kraśnik pomiędzy marcem a wrześniem 2018 roku wyremontowano peron przystanku.

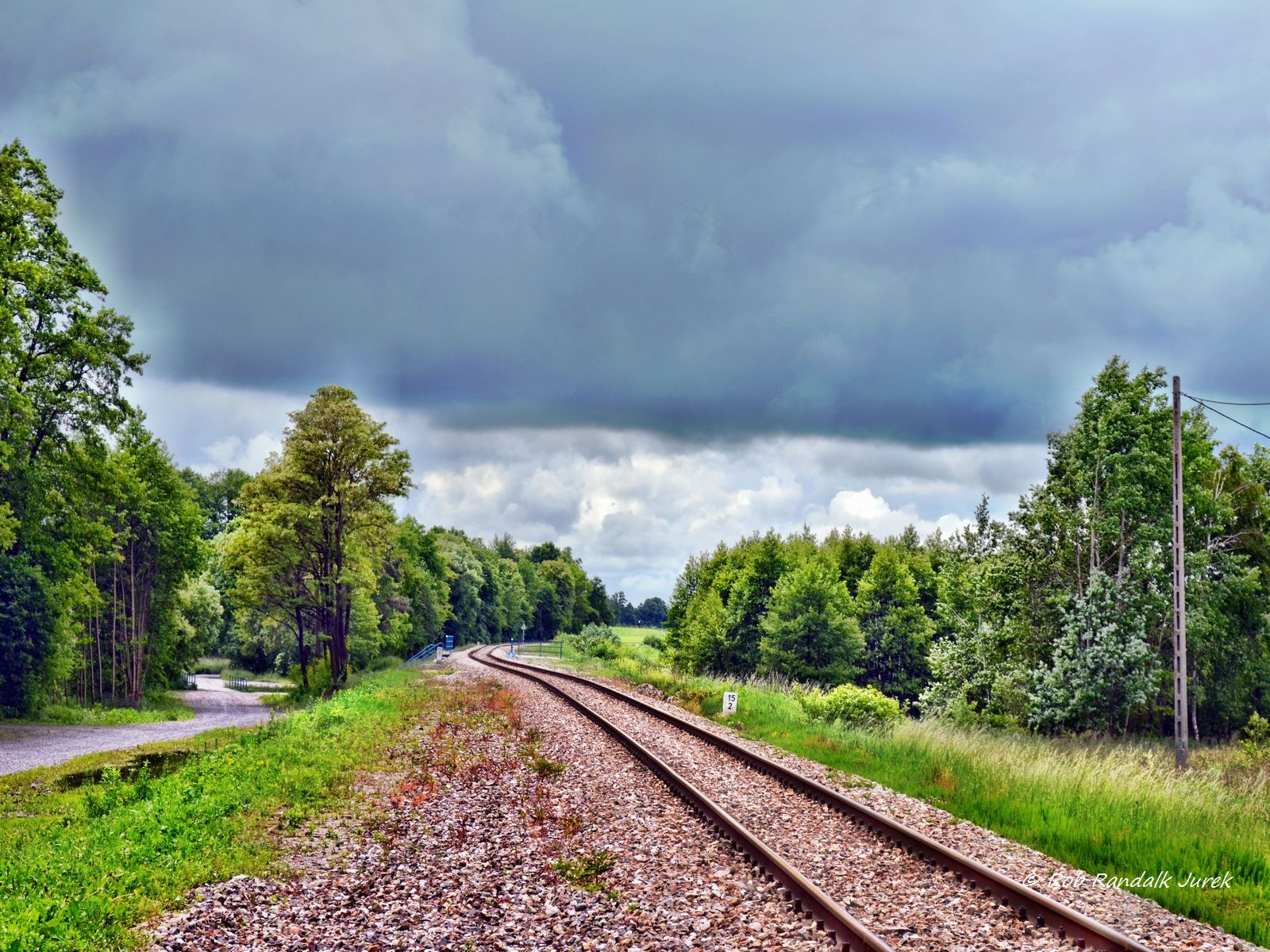
Tor w kierunku Kraśnika przed elektryfikacją